# Lamprechtshausen
Lamprechtshausen är en ort och kommun i Österrike. Den ligger i distriktet Salzburg-Umgebung i förbundslandet Salzburg,  250 kilometer väster om huvudstaden Wien. 
Kommunen består av 22 orter (Ortschaften) (inom parentes invånarantal 1 januari 2024):

- Asten (206)
- Ausserfürt (24)
- Bruck (276)
- Gresenberg (28)
- Hausmoning (425)
- Innerfürt (19)
- Knotzing (6)
- Lamprechtshausen (1 749)
- Loipferding (20)
- Maxdorf (53)
- Niederarnsdorf (324)
- Nopping (45)
- Oberarnsdorf (250)
- Reicherting (14)
- Riedlkam (208)
- Sankt Alban (57)
- Schmieden (18)
- Schwerting (109)
- Stockham (133)
- Weidental (65)
- Wildmann (7)
- Willenberg (42)